# Люстерник, Ева Яковлевна
Е́ва (Ха́ва) Я́ковлевна Люстерник (17 ноября 1904 — 6 октября 1991) — советский востоковед-индолог, историк русско-индийских отношений, профессор ЛГУ.

## Биография
Родилась в местечке Судилков Заславского уезда Волынской губернии.
Окончила общественно-экономическое отделение педагогического факультета Саратовского государственного университета в 1931 году.
С 1934 по 1956 год преподавала в ЛГПИ, с 1938 по 1991 год в ЛГУ.
Доктор исторических наук с 1965 года, профессор — с 1967 года.

## Семья
- Муж — Моисей Менделевич Вершик (1904, Умань — 1992, Санкт-Петербург), преподаватель политэкономии.
  - Сын — математик Анатолий Моисеевич Вершик (1933—2024), доктор физико-математических наук, главный научный сотрудник Санкт-Петербургского отделения Математического института имени В. А. Стеклова, президент Санкт-Петербургского математического общества с 1998 по 2008 годы.

## Исследования
Автор трудов по истории Индии, русско-индийским связям.
Наиболее известные работы:
- Русско-индийские экономические связи в XIX в. (1958)
- Индийский город Камбей в XV—XX вв. (1962)
- Русско-индийские экономические, научные и культурные связи в XIX в (1966)
- Россия и Индия (с соавторами, 1986).

Всего написала более 100 работ по колониальной истории Индии, а также российско-индийским отношениям XVI—XIX вв.
Соавтор работ «Новая история стран зарубежной Азии и Африки» (1959, 1971), «Новейшая история стран зарубежной Азии и Африки» (1963).
Ряд работ переведён на иностранные языки.